# Michael Agazzi
Michael Agazzi (Ponte San Pietro, 3 de julio de 1984) es un exfutbolista italiano que jugaba de guardameta.

## Carrera
Agazzi firmó por el Cagliari Calcio el 9 de julio de 2009, el mismo que venía jugando por el Triestina de la Serie B en una copropiedad de su carta pase por el valor de 575 000 €. Sin embargo continuó jugando para el Triestina hasta junio de 2010.
En el verano de 2009 firmó por el Cagliari, pero regresó de vuelta a modo de préstamo al Triestina para la temporada 2009–10. 
En febrero de 2010 retornó al Cagliari, por 1,2 millones €. Al mismo tiempo el Triestina contrató a Alex Calderoni como su reemplazo. El 21 de junio de 2010, el Cagliari lo contrató por 25 000 € (luego que el Triestina fuera readmitido en la Serie B).
Fue la primera opción como arquero para el Cagliari durante la temporada 2010-11 luego que el titular, Federico Marchetti, no pudo jugar por un castigo. Ivan Pelizzoli también optó por el regreso de Agazzi en vez de Marchetti al inicio de la temporada.
En noviembre de 2018 se unió a la U. S. Cremonese, donde estuvo hasta rescindir su contrato en mayo de 2020 por la situación que vivía el mundo con la pandemia de COVID-19.

## Clubes
| Club                           | País       | Año       |
| ------------------------------ | ---------- | --------- |
| F. C. Südtirol                 | Italia     | 2003-2004 |
| U. S. Triestina                | Italia     | 2004-2009 |
| → U. S. Sassuolo (cedido)      | Italia     | 2006-2007 |
| → U. S. Foggia (cedido)        | Italia     | 2007-2008 |
| Cagliari Calcio                | Italia     | 2010-2013 |
| A. C. Chievo Verona            | Italia     | 2014      |
| A. C. Milan                    | Italia     | 2014-2016 |
| → Middlesbrough F. C. (cedido) | Inglaterra | 2015-2016 |
| A. C. Cesena                   | Italia     | 2016-2017 |
| U. S. Alessandria              | Italia     | 2017-2018 |
| Ascoli Calcio 1898 FC          | Italia     | 2018      |
| U. S. Cremonese                | Italia     | 2018-2020 |